# Iglesia de Nuestra Señora de Guadalupe (Mongomo)
La Iglesia de Nuestra Señora de Guadalupe de Mongomo es el nombre que recibe una iglesia parroquial que se encuentra en la localidad de Mongomo de Guadalupe, provincia de Welé-Nzas, en la región continental (también llamada Río Muni) del país africano de Guinea Ecuatorial. Como su nombre lo indica está dedicada a la Virgen María en su advocación de Guadalupe (Patrona de México y América). Fue construida en 2011 por iniciativa del gobierno de Guinea Ecuatorial y depende de la Diócesis de Ebebiyin.